# Économie fermée
Une économie fermée est une économie qui vit en autarcie et par conséquent qui pratique l'autoproduction.
Dans la pratique, aucune économie n'est complètement fermée car aucun État ne possède les moyens de satisfaire tous ses besoins.
Par opposition, on parle d’économie ouverte pour une économie qui commerce avec les autres pays.